# Martin Huba
Martin Huba (* 16. července 1943 Bratislava) je slovenský herec a divadelní režisér.

## Biografie
Ve volbách roku 1990 byl zvolen za VPN do Slovenské národní rady. Na post poslance rezignoval ovšem již v srpnu 1990.
Od 16. října 2005 do 15. dubna 2006 byl dočasně pověřen vykonáváním funkce ředitele činohry Slovenského národního divadla. Je synem herce Mikuláše Huby a operní zpěvačky Márie Kišonové-Hubové.

## Filmografie
- 1968 Dialóg 20–40–60 (poslíček)
- 1972 Javor a Juliana (hudec)
- 1974 Do zbrane, kuruci! (Martin Krajník)
- 1974 Trofej neznámeho strelca (dr. Pečenka)
- 1974 V každom počasí (Mišo Fajnor)
- 1975 Pacho, hybský zbojník
- 1975 Šepkajúci fantóm (redaktor Ján Struhár)
- 1984 Kouzelnikův návrat (Liška)
- 1990 Svědek umírajícího času (Johannes Kepler)
- 1993 Kanárská spojka (Don Juan)
- 1995 Fany (MUDr. Malík) [nadaboval Luděk Munzar]
- 1999 Kuře melancholik (strýko)
- 2000 Musíme si pomáhat (Albrecht Kepke)
- 2004 Horem pádem (lékař)
- 2005 Krev zmizelého (dr. Blau)
- 2005 Štěstí (tati)
- 2005 Šílení (dr. Coulmiere)
- 2006 Obsluhoval jsem anglického krále (Skřivánek)
- 2009 3 sezóny v pekle
- 2009 Kawasakiho růže (Pavel Josek)
- 2013 Donšajni (Jakub)
- 2013 České století (prezident T.G.Masaryk) - TV seriál
- 2014 Pravomil (Pravomil Raichl)[6]
- 2016 Lída Baarová (otec Baarové)
- 2016 Modré stíny (Jonáš) - TV minisérie
- 2018 Hovory s TGM (Tomáš Garrigue Masaryk)
- 2018 Kluci z hor (lékař)
- 2020 O vánoční hvězdě (Měsíc) - TV film
- 2022 Bandité pro Baladu (sám sebe)

## Ocenění
- V roce 2003 mu prezident Václav Havel udělil za vynikající umělecké výsledky medaili Za zásluhy I. stupně.[7]
- V roce 2016 obdržel Cenu Martina Porubjaka.[8]
- V roce 2017 byl oceněn prezidentem Slovenské republiky Andrejem Kiskou Řádem Ľudovíta Štúra II. třídy.[9]
- V srpnu 2021 obdržel na 47. Letní filmové škole Výroční cenu AČFK.[10]
- 22. října 2021 mu byl předán titul doctor honoris causa – čestný doktorát Akademie múzických umění v Praze (odloženo kvůli pandemii koronaviru z října 2020)[7][11]
- Roku 2023 převzal od velvyslance ČR ve Slovenské republice medaili Za zásluhy o diplomacii.[12]